# 간베 고스케
간베 고스케(일본어: 神戸 康輔, 2000년 3월 9일~)는 일본의 축구 선수이다.

## 구단 경력
그는 2022년 J2리그의 도치기 SC에 입단했다. 2024년후 J3리그에 강등했다.